# Небојша Човић
Небојша Човић (Београд, 2. јул 1958) је српски политичар и спортски функционер. По образовању је доктор машинства. Некадашњи је градоначелник Београда, заменик председника Владе Републике Србије и народни посланик Народне скупштине Републике Србије у два мандата. Био је председник Кошаркашког савеза Југославије и КК Црвена звезда. Од 2024. године је на функцији председника Кошаркашког савеза Србије.

## Биографија
Човић је рођен у радничкој породици из Жаркова. Ту је завршио основну и средњу школу, а потом је уписао Машински факултет Универзитета у Београду, где је магистрирао и докторирао 2000. године.
Радио је у предузећима „Иво Лола Рибар“ из Београда и РЕИК „Колубара“. Био је генерални директор ДП „Пролетер“ и председник УО МДД „ФМП“ Београд.
Небојша Човић је ожењен Весном и са њом има двоје деце, кћерку Тијану и сина Филипа.

### Политичка каријера
Као члан Социјалистичке партије Србије је 1992. изабран за потпредседника ИО Скупштине Београда за привреду и финансије. Човић је постао председник Градске владе 1993, да би годину дана касније био изабран за градоначелника Београда и на том положају је остао до 1997. Ипак убрзо је дошло до сукоба са врхом странке. Он је био једини социјалиста који се одмах и јавно успротивио изборној крађи. Врху СПС-а и ЈУЛ-а се највише замерио пошто после судске овере лажне победе, није хтео да сазове Скупштину града. Тадашњи државни врх још више му је замерио што је био против обједињавања листе СПС-а и ЈУЛ-а, као и посете пребијеним демонстрантима опозиције у болници. Због тога га је партија убрзо искључила из свог чланства.
Након одласка из СПС-а 1997, основао је Демократску алтернативу. Од тада је био стално на удару власти. Током бомбардовања је свакодневно добијао телефонске претње које су биле плод кампање тадашње власти. Након савезних избора 24. септембра 2000. је постао посланик у Савезној скупштини на листи Демократске опозиције Србије. Био је копредседник прелазне владе након Демонстрација 5. октобра.
У влади Зорана Ђинђића је био заменик премијера и председник Координационог центра за југ Србије, као и Координационог центра за Косово и Метохију. Милорад Улемек, један од организатора атентата на премијера Србије Зорана Ђинђића, је писао Небојши Човићу о својим намерама, о чему је јавност сазнала након што је Улемек ухапшен. Против Човића је поднета кривична пријава, која није процесуирана.
Након избора 28. децембра 2003, ујединио је Демократску алтернативу са Социјалдемократском партијом Слободана Орлића.

#### Случај „Богиња на трону“
Један од контроверзнијих потеза Небојше Човића као председника Координационог центра за Косово и Метохију одиграо се 30. маја 2002. године, када је заједно са тадашњим гувернером УНМИК-а Михаилом Штајнером и помоћником министра културе Јованом Деспотовићем, из Народног музеја у Београду узео вредну археолошку фигурину „Богиња на трону“ и пренео је у Приштину. Тај чин је образложен као политичка геста добре воље према косовским Албанцима уочи разговора о статусу Покрајине. Човић је у јулу исте године на седници Савета безбедности УН изјавио да је повратак фигурине требало да симболизује спремност Србије на компромисе.
Међутим, овај потез изазвао је бурну реакцију у домаћој јавности, нарочито међу музејским радницима и стручњацима за културно наслеђе. Директор Народног музеја академик Никола Тасић и директор Музеја у Приштини Бранко Јокић нису на време обавестили јавност и институције о премештању артефакта који је у власништву Републике Србије. У Приштини је фигурина дочекана уз свечаности и медијску пажњу, а албански археолози су је искористили као наводни доказ илирског порекла Албанаца, назвавши је „Илирском краљицом“. Тако је културна баштина винчанске цивилизације постала инструмент политичке симболике у регионалним споровима око идентитета и историјског наслеђа.

### Спортски функционер

#### Кошаркашки савез
С обзиром да је тренирао кошарку, своју љубав ка овом спорту је показивао и као функционер. 90-тих година био је председник Кошаркашког савеза Југославије. За време његовог мандата савез је функционисао без икаквих сметњи и репрезентација је у том периоду направила најзначајније резултате у историји наше кошарке. Са функције је смењен од стране тадашње власти јер је један од услова био да не сме да се бави политиком и опозиционим деловањем.

#### ФМП
Ипак највише се истакао као главни човек кошаркашког чуда из Железника, екипе ФМП-а. Од анонимне екипе је пажљивим радом пре свега у млађим селекцијама, довео екипу у врх српске и регионалне кошарке. После неколико неуспеха у финалима домаћег шампионата и купа, тим је успео да освоји домаћи Куп али и да буде двоструки шампион Јадранске лиге. Шта више, дуги низ година је репрезентовао нашу земљу и у европским такмичењима, пре свега УЛЕБ купу. Поред тога клуб је изнедрио велики број играча који ће играти широм Европе, а многи и заслужити дрес репрезентације као што су: Милош Теодосић, Огњен Ашкрабић, Мирослав Радуљица, Немања Александров, Милан Мачван, Душко Савановић, Дејан Милојевић, Веселин Петровић, Марко Мариновић, Бојан Поповић и други.

#### Црвена звезда
Од 2011. године је пословним споразумом између ФМП-а и Црвене звезде, постао председник Црвене звезде. Од клуба који је био на ивици егзистенције је пажљивим радом на организацији убрзо дигао Звезду из пепела. Већ у првој сезони је то препознато од управе УЛЕБ-а те је Звезди додељена вајлд карта за такмичење у Еврокупу. А након тога се Звезда пробија у врх регионалне кошарке и то пре свега организационо. Врхунац је пласман тима у Евролигу где заузима значајну позицију. Већ у трећој години руковођења Црвеном звездом успева да је подигне на лествици рангирања УЛЕБ-а, где је најбоље пласиран тим не само Србије него и читаве Јадранске лиге. А већ следеће сезоне 2014/15. Црвену звезду је довео до историјског успеха освајањем три титуле у само једној сезони, као и обарању многих рекорда.
Почетком јуна 2014. године имао је сукоб са новинаром Дејаном Анђусом, што је изазвало осуду у медијима широм
Поред овога члан је управног одбора Фудбалског клуба. Његовим и радом његовом тима направљена је целокупна анализа дуговања овог клуба. На основу тога дате су смернице функционисања клуба. Ипак није успео да систем рада са кошаркашке секције пренесе и на фудбалску, јер је његова улога у клубу маргинализована.

## Одликовања
- Орден Светог Саве I реда[10]